# Ludwik Noczyński
Ludwik Noczyński (ur. 9 grudnia 1934 w Smudzówce, zm. 16 listopada 1993) – polski chirurg, profesor, nauczyciel akademicki. 

## Życiorys
Ukończył studia na Wydziale Lekarskim Akademii Medycznej we Wrocławiu. W latach 1956–1961 pracował jako wolontariusz w Zakładzie Anatomii Prawidłowej, a następnie był zatrudniony w tej jednostce na stanowiskach asystenta, starszego asystenta i adiunkta. Doktoryzował się w 1967 r. Od 1970 był adiunktem I Kliniki Chirurgicznej Akademii Medycznej we Wrocławiu, ale do 1979 r. był wciąż także zatrudniony w Zakładzie Anatomii Prawidłowej. Habilitację uzyskał w 1980, a stanowisko docenta otrzymał w 1983 r. W latach 1981–1984 pełnił funkcję prodziekana Wydziału Pielęgniarskiego Akademii Medycznej we Wrocławiu.
Pochowany na cmentarzu św. Rodziny przy ul. Smętnej we Wrocławiu.

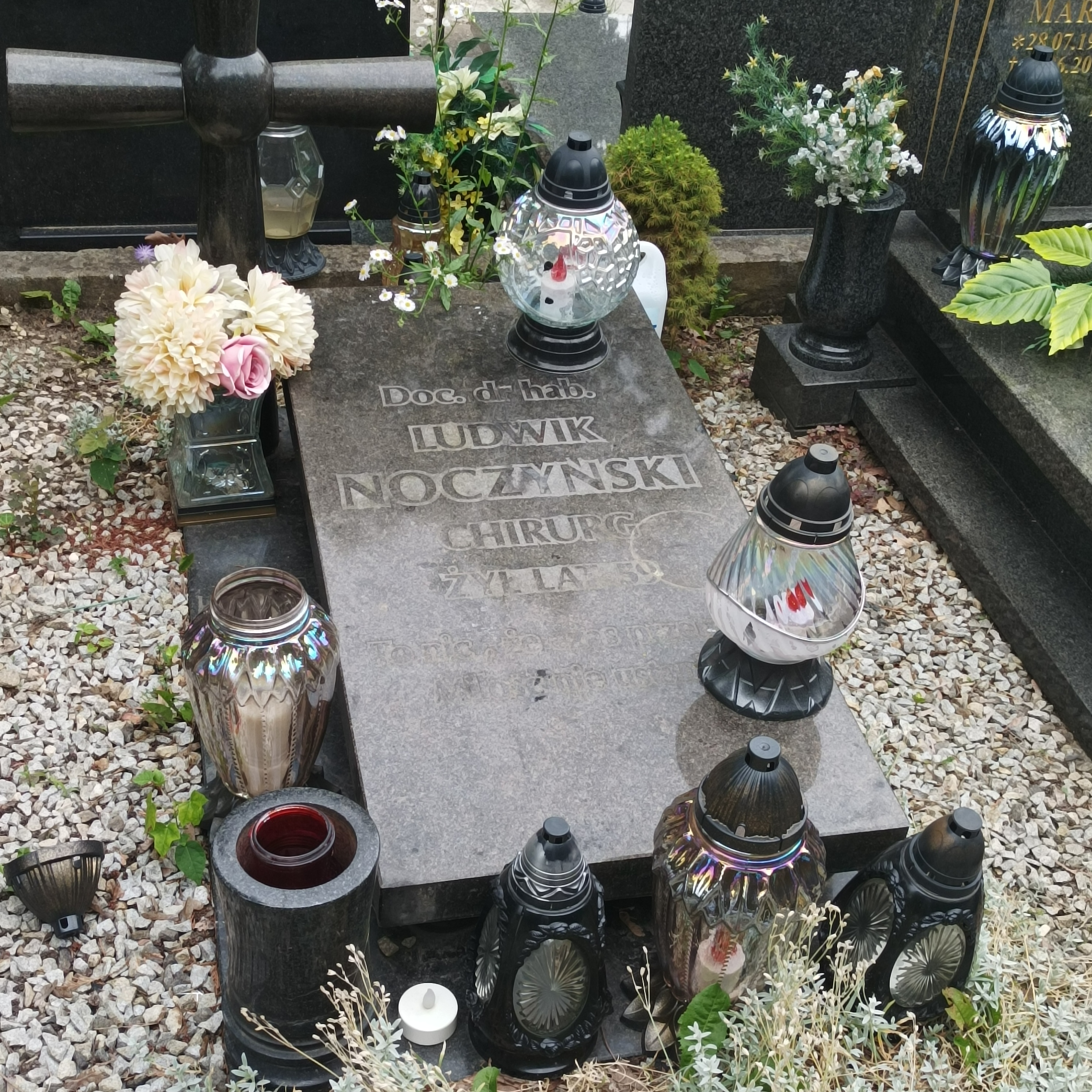
Grób doc. Ludwika Noczyńskiego na Cmentarzu Świętej Rodziny